# Pectus carinatum
Pectus carinatum, também conhecida como peito de pombo, é uma deformidade da caixa torácica que consiste da elevação do Esterno. Assim como a Pectus excavatum, esta deficiência é manifestada a partir dos dez anos quando o organismo tem um crescimento acelerado durante a puberdade. É relatada afetar a Autoestima do indivíduo e outros sintomas físicos. Existem duas classificações na literatura: a pectus carinatum superior no qual o esterno é mais proeminente na parte de baixo, e a pectus carinatum inferior no qual o esterno no qual há uma depressão na parte inferior que muitas vezes se confunde com a pectus externatum. O tratamento mais eficiente é a cirurgia, que é indicada quando a deformidade é aparente.